# Ocean (Album)
Ocean ist das sechste und kommerziell erfolgreichste Album der Band Eloy. Es stellt ein Konzeptwerk über die mythische Stadt Atlantis und ihren Untergang dar, gedacht als Fingerzeig auf die bedrohliche Situation der gesamten Menschheit.

## Entstehung
Die Musik entstand in weiten Teilen im damaligen Proberaum der Band, einem Bunker aus dem Zweiten Weltkrieg. Auf Grund zunehmender geschäftlicher Verpflichtungen nahm Frank Bornemann allerdings nicht im gewohnten Umfang an den Proben teil. Einige Ideen wie etwa der Chor am Ende von Poseidon's Creation wurden erst im Studio geboren; die erste Hälfte von Atlantis Agony... soll Detlev Schmidtchen an einem einzigen Vormittag komponiert haben.
Für die inhaltlichen Aussagen griff man erneut auf Jürgen Rosenthal zurück, der bereits den Titel des Albums ins Spiel gebracht hatte. Rosenthal arbeitete sich mit großem Aufwand in seine Wunschthematik ein, schwieg sich aber den anderen Bandmitgliedern gegenüber beharrlich aus. Man ließ ihn gewähren mit der Folge, dass zu Beginn der Studioarbeiten noch keine Texte feststanden. Das Verfassen der Texte war somit nächtlichen Überstunden vorbehalten, das Einbringen in die quasi fertigen Instrumentalaufnahmen fand mit der sprichwörtlichen heißen Nadel statt (Zitat Frank Bornemann: „Kaum war die Tinte getrocknet, musste ich singen“).
Das Album wurde im September und Oktober des Jahres 1977 im Soundstudio N in Köln aufgenommen. Erneut arbeitete Georgi Nedeltschev als Toningenieur für die Band. Er steuerte eine Menge kreativer Ideen zu Soundeffekten bei und wird der intensiven und sehr freundschaftlichen Zusammenarbeit wegen gerne auch als fünftes Mitglied der damaligen Besetzung bezeichnet.
Sprecherrollen für die Lieder „Incarnation of Logos“ und „Atlantis' Agony at June 5th - 8498, 13 p.m. Gregorian Earthtime“ wurden von Detlev Schmidtchen und Jürgen Rosenthal übernommen.
Das Album erschien im Dezember 1977 auf Schallplatte und Compact Cassette, 1988 auch auf CD. 2004 wurde eine remasterte CD-Neuauflage veröffentlicht.
Ferner erschien im Jahr 1998 unter dem Titel Ocean 2 – The Answer ein Album der Band, das den Charakter einer Fortsetzung zum Konzept des Albums hat.

## Cover
Das Plattencover besteht aus einem Gemälde des polnischen Malers Wojtek Siudmak mit dem Titel „The Tempest“ (nach dem Theaterstück Der Sturm  von William Shakespeare).
Es zeigt einen muskulösen männlichen Oberkörper, der mit einem Chlamys bekleidet ist und ein Zepter mit einem Totenkopf an der Spitze trägt. Hals und Kopf sind nicht zu sehen, stattdessen zerfällt der Körper am Halsansatz in kleine Kacheln, deren Bruchstücke die Form einer über dem Körper schwebenden Spiralgalaxie annehmen. Im Hintergrund ist die Atmosphäre eines Planeten mit Wolken zu sehen. Die Figur thront riesenhaft auf einer felsigen Insel inmitten des Meeres, an der ein Segelschiff Schiffbruch erlitten hat.
Klaus-Peter Matziol und Jürgen Rosenthal entdeckten das Gemälde in einem Kunstband und schlugen es wegen der offensichtlichen Nähe von Bildmotiv und Albumkonzept als Cover vor.
Es wurde auch für die spätere Kompilation „Wings of Vision“ (EMI Canada ST-6482, 1980) als Cover verwendet. Auch bei „Ocean II - The Answer“ wurde ein Gemälde von Wojtek Siudmak für das Cover verwendet, diesmal ein 1974 gemaltes Bild mit dem Titel „Amour éternel“.

## Titelliste
1. Poseidon's Creation (11:42)
2. Incarnation of Logos (8:25)
3. Decay of Logos (8:17)
4. Atlantis' Agony at June 5th - 8498, 13 p.m. Gregorian Earthtime (15:38)

Die Musik wurde von allen Bandmitgliedern komponiert, alle Texte wurden von Jürgen Rosenthal geschrieben. Es gibt aber auch den Hinweis, dass sich Frank Bornemann kompositorisch nur beim ersten und dritten Titel wesentlich engagiert hat (der bereits erwähnten häufigen Geschäftsverpflichtungen wegen).
Poseidon's Creation gilt als der Eloy-Klassiker schlechthin und wurde 1993 für die Kompilation „Chronicles I“ erneut aufgenommen (allerdings ohne Rosenthal/Schmidtchen).

## Konzept
Jürgen Rosenthal hat sein Konzept in einem Prolog erläutert: Die Bewohner von Atlantis seien trotz allerbester Voraussetzungen dem Untergang geweiht gewesen, als Selbstsucht und Gier ihr Leben mehr und mehr zu bestimmen begann, und dass die gesamte Menschheit gerade auf dem allerbesten Wege sei, dieses Schicksal erneut zu erleiden. Die Überzeugung vom nahenden Ende der Welt (noch zu eigenen Lebzeiten) wird auch später mehrfach geäußert, zuletzt im Begleitheft der Kompilation „Timeless Passages“ aus dem Jahr 2003.
Im Booklet der CD-Neuausgabe von 2004 wird Jürgen Rosenthal, über das Konzept des Albums wie folgt zitiert:

„Es ging mir in erster Linie darum, einen Vergleich zwischen Atlantis [...] und der heutigen Zeit zu ziehen. Es gibt so viel Unerklärliches und Unentdecktes. [...] Mit „Ocean“ wollte ich auch ausdrücken, dass der Ursprung allen Lebens aus dem Wasser kommt, Atlantis dagegen im Meer untergegangen ist.“

Das Konzept äußert sich auch in der Bildunterschrift des erweiterten Plattencovers, die lautet:

„Prologue
worlds atomize and oceans evaporate in eternity!
man erects out of the darkness,
laughs into the glimmering light and disappears...“

„Prolog
Welten zerfallen in Atome und Ozeane verdampfen in Ewigkeit!
Der Mensch erhebt sich aus der Dunkelheit,
lacht in das glimmende Licht und verschwindet...“

Der Text des eröffnenden Liedes „Poseidon's Creation“ hält sich an die von Platon überlieferten Atlantis-Texte und beschreibt nach einer langen instrumentalen Eröffnung die Beschaffenheit von Atlantis, wie sich der Meeresgott Poseidon in die dort lebende Jungfrau Kleito verliebt und mit ihr zehn Kinder zeugt, die er zu Herrschern über die Bewohner von Atlantis macht.
Das folgende „Incarnation of Logos“ schildert entsprechend die Ankunft und Ausbreitung des Menschen auf den Kontinenten der Erde, wobei sich zeigt, dass die Menschen nur in Gruppen der feindlichen Umwelt trotzen können. Dieses Zusammenleben beschreibt der Text als Ursache für die Entwicklung von Herrschaftsstrukturen und Unterdrückung. Der Name „Logos“ ist dabei das griechische Wort für Vernunft.
„Decay of Logos“ ist anschließend ein rockig gehaltenes Lied, in dessen Text ein nicht näher bezeichneter Herrscher von seinen Untertanen als egoistisch, machthungrig und betrügerisch angeklagt wird.
„Atlantis' Agony at June 5th - 8498, 13 p.m. Gregorian Earthtime“ wird von einem gesprochenen Intro eröffnet, in welchem der Beschluss der Götter vorgetragen wird, die nunmehr ohne Vernunft lebenden Menschen zu strafen und zu vernichten. Anschließend folgt ein langer, von sphärischen Keyboardklängen getragener Abschnitt, in dem berichtet wird, die „göttliche Lenkwaffe“ sei auf den Weg geschickt worden. Nachfolgend wird die Perspektive der Menschen gezeigt, die keine Erinnerungen an ihre Verfehlungen haben, aber beobachten, wie das „flüssige Feuer“ am Himmel ihre Welt vernichtet. Es folgt eine Anmerkung, dass die Felsen von Atlantis durch das Handeln der Menschen gesunken seien, aber auch durch menschliche Kraft wieder steigen könnten und schon bald alle diesbezüglichen Geheimnisse gelüftet würden. Abschließend wird kommentiert, die Menschheit sei wie ein Partikel im Ozean und müsse auch Gnade zeigen.

## Kritik und Rezeption
Unmittelbar nach Veröffentlichung des Albums erhielt die Band für Ocean zahlreiche schlechte Kritiken aus der einheimischen Fachpresse, während die Reaktionen aus dem Ausland positiver ausfielen. Nach Angaben der Band verkaufte sich das Album in den ersten Monaten nach Erscheinen mit etwa 200.000 Exemplaren doppelt so oft wie sein Vorgänger. Im April 1995 betrugen die Verkäufe um die 300.000 Exemplare. In den deutschen Albumcharts erreichte es mit Platz 28 seine beste Notierung.
| ChartsChartplatzierungen | Höchstplatzierung | Wochen |
| ------------------------ | ----------------- | ------ |
| Deutschland (GfK)        | 28 (14 Wo.)       | 14     |

Auf Babyblaue Seiten wurde das Album im Rahmen eines „Leitfadens“ zum Thema „Deutscher Prog der 70er Jahre“ als prägendes Werk hervorgehoben, im Nachhinein aber auch kontrovers diskutiert.
In den meisten Fällen wurde der starke deutsche Akzent von Bornemann und Rosenthal bei den auf Englisch gesungenen oder gesprochenen Texten kritisiert. Ebenfalls wurde die lange, an Pink Floyd erinnernde Einleitung zu „Atlantis' Agony at June 5th - 8498, 13 p.m. Gregorian Earthtime“ kritisiert:

„Perhaps the only downside is the overlong lead-in to „Atlantis' Agony....““

„Der vielleicht einzige Schwachpunkt ist die überlange Einleitung zu „Atlantis' Agony....““

Alles in allem wird das Album aber heute von Kritikern sehr geschätzt:

„This is one of the two or three "must have" Eloy albums. Overall Rating: Excellent“

„Dies ist eines der zwei oder drei Eloy-Alben, die man unbedingt haben muss. Gesamtwertung: Exzellent“

Ferner erreichte das Album auf der Webseite Prog Archives bei 103 Bewertungen eine durchschnittliche Wertung von 4.33 von 5 möglichen Punkten, was die beste durchschnittliche Bewertung eines Albums der Band darstellt.

## Trivia
„Poseidon's Creation“ wurde auszugsweise in der Tatort-Folge „Schussfahrt“ (1980) verwendet.
„Decay of Logos“ stellte die Band in der ZDF-Sendung „Rockpop“ vor (4. März 1978, nur Playback).
Die Zeit- und Datumsangabe in „Atlantis' Agony at June 5th - 8498, 13 p.m. Gregorian Earthtime“ stammt aus dem Buch Atlantis – gefunden. Kritik und Lösung des Atlantis-Problems (1954) von Otto Muck.